# Kleingebiet Bácsalmás
Das Kleingebiet Bácsalmás (ungarisch Bácsalmási kistérség) war bis Ende 2012 eine ungarische Verwaltungseinheit (LAU 1) innerhalb des Komitats Bács-Kiskun in der Südlichen Großen Tiefebene. Im Zuge der Verwaltungsreform von 2013 ging es mit zwei Gemeinden aus dem Kleingebiet Baja in den nachfolgenden Kreis Bácsalmás (ungarisch  Bácsalmási járás) über.
Das Kleingebiet hatte 16.148 Einwohner (Ende 2012) auf einer Fläche von 381,09 km² und umfasste acht Gemeinden. 
Der Verwaltungssitz war die einzige Stadt Bácsalmás.

## Stadt
Bácsalmás (6.811 Ew.)

## Gemeinden
| Bácsszőlős | Csikéria  | Katymár  | Kunbaja |
| Madaras    | Mátételke | Tataháza |         |

Koordinaten: 46° 7′ N, 19° 20′ O